# Korieniewo (sielsowiet korieniewski)
Korieniewo (ros. Коренево) – wieś (ros. село, trb. sieło) w zachodniej Rosji, centrum administracyjne sielsowietu korieniewskiego w rejonie korieniewskim obwodu kurskiego.

## Geografia
Miejscowość położona jest nad rzeką Kriepna (dopływ Sejmu), 2 km od centrum administracyjnego rejonu (Korieniewo), 95,5 km od Kurska.
W granicach miejscowości znajdują się ulice: Bazarnaja, Borisowka, Gwardiejskaja, Gigant, Imieni Gutkowa, Krasnaja, Krasnooktiabrskaja, Łagutina, Ługowaja, zaułek Mirnyj, Mołodiożnaja, Nabierieżnaja, Niżniaja, Oziernaja, Oktiabrskaja, Pierwomajskaja, Rodnikowaja, Snagotskoj Szlach, Sowietskaja, Sowchoznaja, Sudżanskij Szlach, Timofiejewka, Udarnaja, Wiazowaja, Wietrienskij Szlach, Zariecznaja, Zielonaja, Zielenina.

## Demografia
W 2010 r. miejscowość zamieszkiwało 2150 osób.